# تضافر جماعي
التضافر الجماعي (بالإنجليزية: Mass collaboration) هو نوع من أعمال العمل الجماعي حيث يقوم عدد كبير من الأشخاص با العمل بشكل مستقل على مشروع واحد. وغالبا ما يكون العمل على الشبكة العنكبوتية باستخدام برامج اجتماعية وأدوات تعاون انترنتية مثل تقنيات الويكي التي توفر وسائ التضافر. وعادة ما يقسم المشروع إلى وحدات منفصلة لكن مترابطة.